# Paul Lejeune-Jung
Paul Lejeune-Jung, né le 16 mars 1882 à Cologne et mort le 8 septembre 1944 à la prison de Plötzensee, de son vrai nom Paul Adolf Franz Lejeune dit Jung, est un économiste, syndic, homme politique et résistant allemand au nazisme

## Biographie

### Famille
Lejeune-Jung est issu d'une ancienne famille huguenote de Berlin. Ses ancêtres tenaient une pharmacie où Theodor Fontane a travaillé. La famille est par tradition membre de l'Église française réformée de Berlin, mais la mère de Jung, Élise Bruère (1848-1912), est une catholique de Rhénanie qui fait baptiser ses enfants selon sa confession. Le père, Hugo Lejeune-Jung, (1846-1889) est capitaine de la Marine marchande anglaise pendant des années jusqu'à ce qu'il s'installe à Rathenow où il meurt en 1889.

### Études

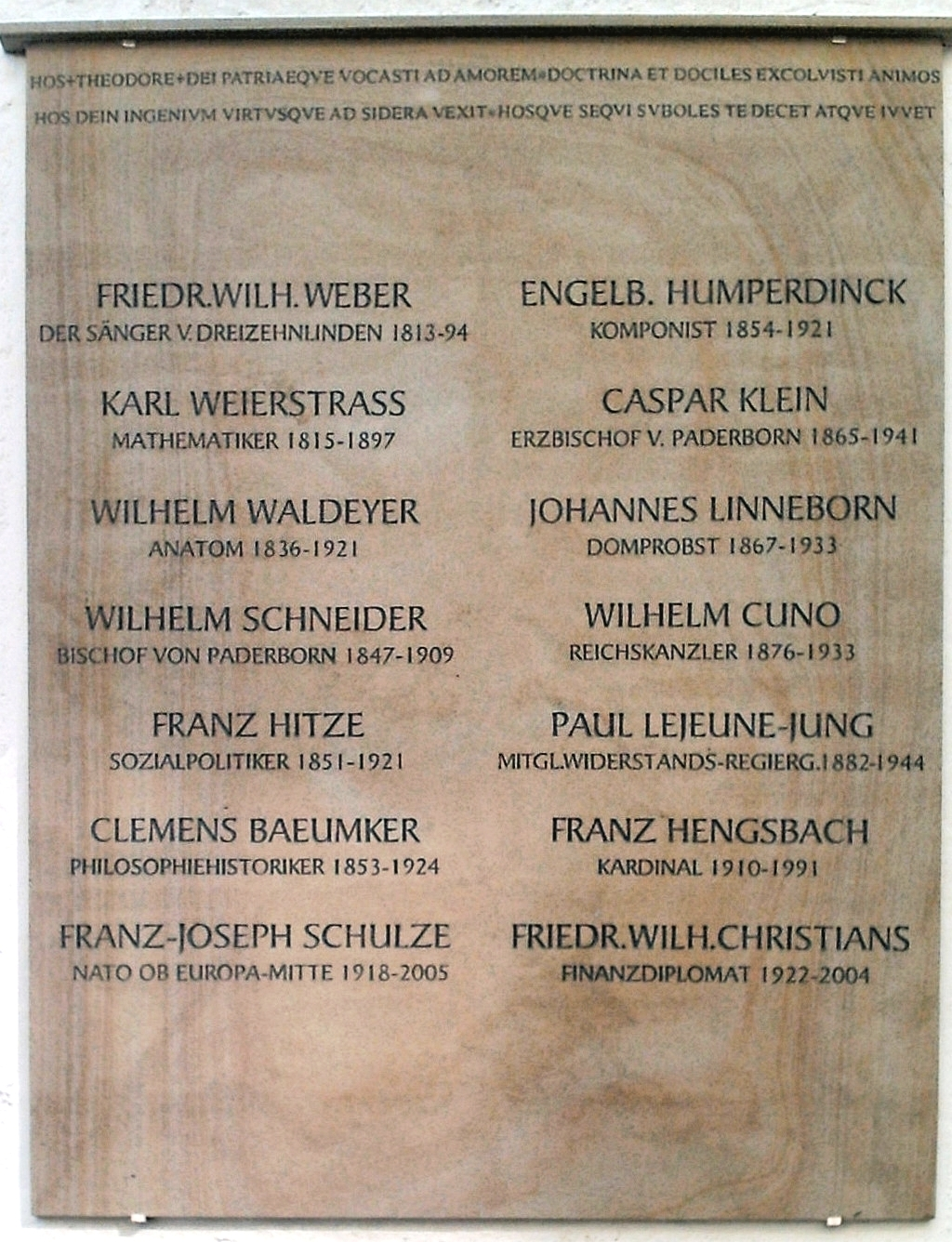
Plaque commémorative au lycée Theodorianum de Paderborn.

Paul Lejeune-Jung fait ses études secondaires à Rathenow puis entre, sur la volonté de sa mère, au Lycée catholique Theodorianum de Paderborn, et doit pour cela apprendre le grec et rattraper son retard en latin. En 1901, il obtient son abitur et commence des études de théologie pour devenir prêtre. Après quelques semestres, il s'inscrit à l'université rhénane Frédéric-Guillaume de Bonn où il étudie la philosophie et obtient un doctorat en histoire.
Il part ensuite faire des études d'économie à l'université de Berlin. Durant ses études, il est membre de plusieurs confréries étudiantes catholiques

### Carrière
Jusqu'en 1909, il est conseiller économique à l'Office impérial aux Colonies et à la société coloniale allemande avant d'entrer dans l'industrie papetière.
En 1913, il épouse Hedwige Foltmann, fille d'un marchand de Breslau, avec qui il a huit enfants. Pendant la première Guerre mondiale, il travaille au bureau des matières premières du ministère de la guerre prussien, En 1921, il est à la tête de l'union patronale papetière allemande et lance ainsi sa carrière politique.

### Parcours en politique
Il tisse tôt des liens avec le Parti national du peuple allemand (DNVP) dont il est en 1927 le seul représentant catholique au Reichstag, élu dans la circonscription de Breslau. Il préside la commission économique du parti et participe à des rencontres parlementaires à Londres, Rio de Janeiro et Berlin.
Lejeune-Jung est au sein du parti un représentant des « catholiques de droite » (« Rechtskatholiken »), de tendance monarchiste, opposés aux catholiques républicains du Zentrum qui, selon un memorandum à la rédaction duquel Lejeune-Jung a participé, « nient que Dieu est la source de toute autorité et lui préfèrent les errements désastreux de la souveraineté populaire ». Les catholiques de droite ne sont pas les seuls à s'opposer au Zentrum où subsistent depuis 1919 des dissensions sur l'attitude à adopter face à l'État républicain.
Cependant, bien que représentant des positions conservatrices au Reichstag, Lejeune-Jung fait partie des modérés au sein du DNVP qui œuvrent pour un travail constructif avec la République de Weimar. À partir de 1929, il s'éloigne du parti pour rejoindre le Konservative Volkspartei, un petit parti représenté dans les gouvernements du chancelier Brüning entre 1930 et 1932. Après que sa formation n'a pas réussi à emporter plus de quatre sièges aux élections parlementaires de 1930, Lejeune-Jung rejoint en 1932 l'aile droite du Zentrum où il entretient des relations depuis 1920.
En 1931, le chancelier Heinrich Brüning le nomme à la commission économique franco-allemande. Lejeune-Jung développe l'idée d'une coopération économique étroite entre États européens fondée sur une entente franco-allemande. Il souhaite un marché européen avec l'accent sur des secteurs tels que l'industrie de la potasse, l'industrie lourde, l'automobile et l'énergie électrique. Il considère aussi le projet, porté par les Français, d'une union douanière portant sur les produits agricoles.

### Résistance
Avec l'arrivée au pouvoir des nationaux-socialistes, Lejeune-Jung s'éloigne de la vie politique. Dans une lettre à un ami, il exprime son aversion pour le régime d'Hitler : « La rupture avec la primauté de l'État de droit livrera finalement le Reich à un fou, sauf si la Wehrmacht et les tribunaux prennent acte que la constitution a été détournée et renversent l'usurpateur. »
En 1941-1942, il a pour la première fois connaissance de projets de résistance. L'ancien syndicaliste Max Habermann le met en contact avec Carl Friedrich Goerdeler, ancien maire de Leipzig et figure de l'opposition civile. Sur la demande de ce dernier, Lejeune-Jung rédige un programme économique à mettre en place après la chute de la dictature. Dans son essai datant de l'été 1943, Reichsgrundgesetz über wirtschaftliche Reichsgerechtsame, il propose la nationalisation des richesses minières, des secteurs industriels stratégiques, des transports, des assurances, et un monopole d'État du commerce extérieur. Au moins deux réunions se tiennent à son domicile avec les anciens syndicalistes Max Habermann (de), Hermann Kaiser (de), Wilhelm Leuschner et Julius Leber, l'ancien ambassadeur à Moscou Friedrich-Werner von der Schulenburg et l'avocat Josef Wirmer.
Bien que les projets économiques de Lejeune-Jung ne fassent pas l'unanimité dans les cercles de la Résistance, Goerdeler prévoit qu'il sera le prochain ministre de l'Économie de son cabinet en cas de succès.

### Arrestation et mort
L'échec du complot du 20 juillet 1944 mène à l'arrestation de milliers de résistants impliqués à des degrés divers. Lejeune-Jung est arrêté le 11 août et emprisonné à la prison de Moabit. Le 3 septembre, il est inculpé pour haute trahison par Ernst Lautz, procureur auprès du tribunal spécial, le Volksgerichtshof. Parmi les accusés se trouvent entre autres Goerdeler, Wirmer et Leuschner – tous membres du nouveau gouvernement qui avait été projeté.
Les 7 et 8 septembre, Lejeune-Jung comparaît devant le président du tribunal Roland Freisler. Le 8, Carl Friedrich Goerdeler, Wilhelm Leuschner, Josef Wirmer, Ulrich von Hassell et Paul Lejeune-Jung sont condamnés à mort. Ils sont exécutés le même jour par pendaison à un fil métallique à la prison de Plötzensee, ainsi que cinq autres condamnés : Georg Alexander Hansen, Ulrich von Hassell, Ulrich Wilhelm Schwerin von Schwanenfeld, Günther Smend et Josef Wirmer. Ses derniers mots sont « Jésus, Miséricorde ». D'après les témoignages des familles des condamnés, les corps ont été incinérés sur l'ordre d'Hitler au crematorium de Wedding, et les cendres ont été dispersées à un endroit inconnu.
Le 16 avril 1952, le tribunal de Berlin, le Landgericht Berlin, annule le jugement à la requête de la veuve de Paul Lejeune-Jung. L'avocat de la famille Lejeune-Jung fait valoir le caractère « purement politique » de la condamnation et souligne que « dans l'ensemble du procès, les audiences — y compris celle concernant Lejeune-Jung, se sont déroulées de façon hautement dramatique, Freisler ayant dès le début évoqué les déclarations de l'accusation, les ayant présentées comme évidemment justes et s'étant orienté vers une condamnation à mort sans autres considérations » et que le jugement prononcé étant basé sur la jurisprudence national-socialiste, il constitue un jugement « non soutenable » (Unrechts-Urteil).

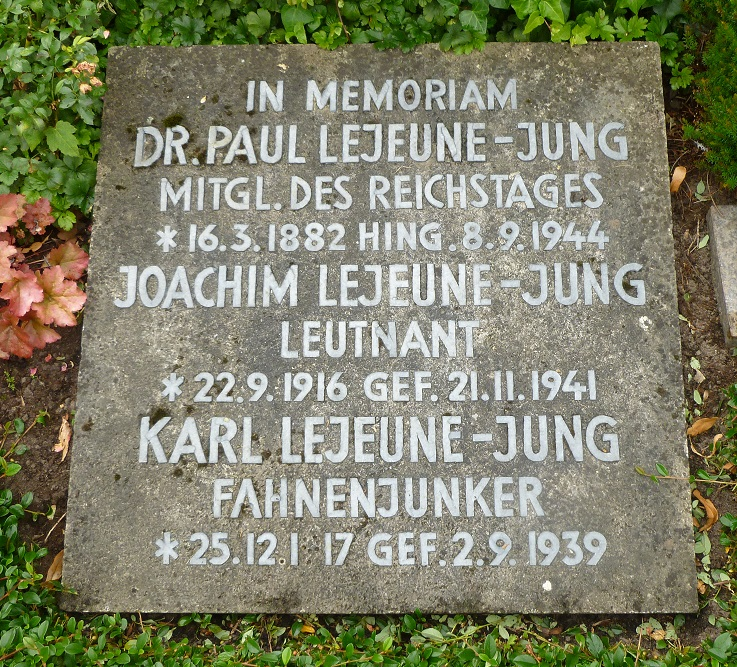
Plaque commémorative en mémoire de Paul Lejeune-Jung sur la tombe de sa fille Elisabeth Brinkmann au cimetière de Twist.

## Hommage

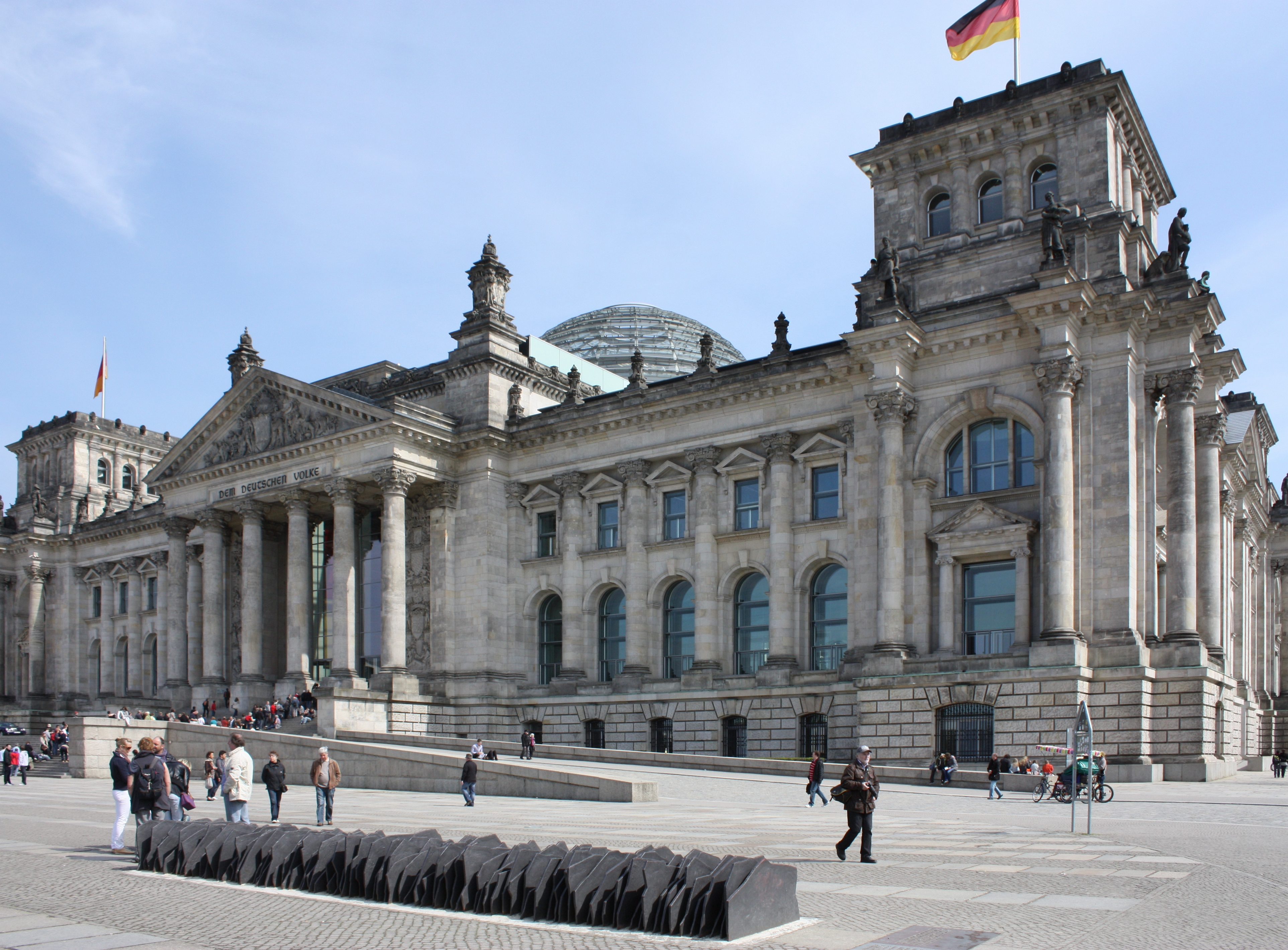
Plaques commémoratives au Reichstag.

- Depuis 1992, le 96 plaques commémoratives élevées près du Reichstag honorent la mémoire de députés assassinés par les nazis.
- La Conférence épiscopale allemande a accueilli Paul Lejeune-Jung dans le Martyrologe allemand du XXe siècle.
- Le 24 avril 2014, une Stolperstein est placée au no 7 Lietzenseeufer à Berlin-Charlottenburg.